# El Museo del Fútbol de Bucarest
El Museo del Fútbol de Bucarest es una institución museística privada, que ha abierto sus puertas en noviembre de 2022.
Este museo alberga una colección de varios centenares de objetos como: objetos raros pertenecientes a grandes leyendas, camisetas vestidas por futbolistas rumanos e internacionales, colecciones dedicadas a los árbitros, colecciones dedicadas al fútbol femenino, información sobre la evolución del balón de fútbol desde el Mundial de 1930 hasta nuestros días.
El Museo del Fútbol consta de dos edificios, con una superficie total de 1.500 m², repartidos en 5 plantas.
El museo también exhibe la camiseta que lució Diego Maradona en el CF Barcelona,  una rareza en el mundo de los coleccionistas de objetos relacionados con el fútbol.
El museo fue fundado con el objetivo de presentar y preservar el patrimonio histórico del fútbol rumano, permitiendo así a las generaciones actuales y futuras descubrir y disfrutar de la historia de este deporte.